# Инхибитор фарнезилтрансферазе
Фарнезилтрансферазни инхибитори (ФТИ) су класа екперименталних лекова против канцера. Њихова биолошка мета је протеин фарнезилтрансфераза. Инхибицијом ензима тог се спречава нормално функционисање Рас протеина, који је често абнормално активан у ћелијама канцера.

## Позадина
Испитивања су показала да ометање појединих посттранслационих модификационих процеса може да буде веома селективно за тумор ОГЕН ћелије, мада су разлози за то нису у потпуности разјашњени.
Након транслације, Рас пролази кроз четири степена модификација: изопренилација, протеолизе, метилација и палмитоилација. Изопренилација обухвата ензим фарнезилтрансферазу (ФТасе) који преноси фарнезил групу са фарнезил пирофосфата (ФПП) на пре-Рас протеин. Такође, сродни ензим геранилгеранилтрансфераза И (ГГТаза I) може да пренесе геранилгеранилну групу на К и Н-Рас. Фарнезил је неопходан за везивање Рас протеина за ћелијску мембрану. Уколико се не веже за ћелијску мемебрани, Рас не може да преноси сигнале са мембранских рецептора.